# Difflugiidae
Difflugiidae је породица амебоидних протиста чије врсте производе љуштуре или љуске које су најчешће од егзогеног материјала, ређе хитинске. Облик љуштуре се разликује од врсте до врсте, али је увек симетричан и има један отвор. Он се налази на једном полу ћелије. Могу имати више од једног једра.